# Jean van Loon
Adrianus Augustinus Jacobus (Jean) van Loon (Bergen op Zoom, 13 november 1915 – aldaar, 14 november 1972) was een Nederlandse biljarter. Hij nam tussen seizoen 1938–1939 en 1963–1964 deel aan vijf nationale kampioenschappen in de ereklasse.

## Deelname aan Nederlandse kampioenschappen in de Ereklasse
| Nr. | Kampioenschap        | Plaats    | Klassering | Alg. gemiddelde |
| --- | -------------------- | --------- | ---------- | --------------- |
| 1.  | AK 45/2 1938–1939    | Amsterdam | 6e         | 10,86           |
| 2.  | AK 45/1 1941–1942    | Rotterdam | 7e         | 6,69            |
| 3.  | AK 45/2 1959–1960    | Nijmegen  | 7e         | 15,87           |
| 4.  | Bandstoten 1962–1963 | Groningen | 7e         | 3,49            |
| 5.  | Bandstoten 1963–1964 | Amsterdam | 6e         | 4,09            |